# West Keal
West Keal é uma vila e paróquia civil a 25 mi (40 km) a leste de Lincoln, em East Lindsey, no condado de Lincolnshire, Inglaterra. A paróquia inclui a aldeia de Keal Cotes. Em 2011 a paróquia tinha uma população de 327 habitantes. Faz fronteira com Bolingbroke, East Keal, East Kirkby, Mavis Enderby, Raithby e Stickford.

## Pontos de interesse
Existem 7 edifícios listados em West Keal. West Keal tem uma igreja dedicada a Santa Helena.

## História
O nome "Keal" significa 'encosta(s)'. West Keal foi registada no Domesday Book como Cale/Westrecale.